# Diphycerini
Diphycerini is een tribus uit de familie van bladsprietkevers (Scarabaeidae). 